# Dolný Pial
Dolný Pial és un poble i municipi d'Eslovàquia que es troba a la regió de Nitra, al sud-oest del país. La primera menció escrita de la vila es remunta al 1251.

## Demografia
| Godina             | 1994 | 2004   | 2014   | 2024   |
| ------------------ | ---- | ------ | ------ | ------ |
| Nombre de persones | 977  | 989    | 951    | 923    |
| Diferència         |      | +1,22% | −3,84% | −2,94% |

| Godina             | 2023 | 2024   |
| ------------------ | ---- | ------ |
| Nombre de persones | 896  | 923    |
| Diferència         |      | +3,01% |